# Parafia Opieki Matki Bożej w Poznaniu
Parafia pw. Opieki Matki Bożej w Poznaniu – parafia greckokatolicka w Poznaniu. Parafia należy do eparchii wrocławsko-koszalińskiej i znajduje się na terenie dekanatu poznańskiego. Proboszczem jest ks. Roman Kiłyk.

## Historia parafii
Parafia greckokatolicka pw. Opieki Matki Bożej funkcjonuje ponownie od 1998 r., księgi metrykalne prowadzone ponownie od 2010 roku.

## Świątynia parafialna
Świątynia własna przy ul. Toruńskiej 8 w Poznaniu - dawna kaplica rzymskokatolicka pw. Miłosierdzia Bożego w Poznaniu. Wcześniej nabożeństwa sprawowane były w kościele Przenajdroższej Krwi Pana Jezusa w Poznaniu (ul. Żydowska). 11 października 2014 roku został poświęcony nowy ołtarz, dostosowany do liturgii obrządku bizantyjskiego.

## Duszpasterstwo
Proboszczowie
- ks. Julian Hojniak (1985-1987),
- w latach 1987-1998 duszpasterstwo zawieszone.
- ks. Roman Lirka (1998-2000),
- ks. Wołodymyr Vintoniv (2001),
- ks. Piotr Szwec-Nadworny (2001-2009 r.),
- ks. Bogdan Moisey Drozd (2009-2010),
- ks. prof. Jarosław Moskałyk (2010-2013),
- ks. Roman Kiłyk od 2013